# Rotterdamsch Tooneel
Het Rotterdamsch Tooneel was een Nederlands toneelgezelschap dat werd opgericht in 1900 en heeft bestaan tot 1923. Aan het gezelschap waren onder meer de volgende acteurs verbonden: Piet Bron, Jan van Ees, Richard Flink, Cor van der Lugt Melsert, Else Mauhs, Alida Tartaud-Klein en Jules Verstraete.

## Geschiedenis
In 1887 werd in Rotterdam de Groote Schouwburg aan de Aert van Nesstraat geopend, een neoclassicistisch gebouw met 1250 zitplaatsen. De schouwburg werd bespeeld door het gezelschap "De Vereenigde Rotterdamsche Tooneelisten", dat in 1884 was opgericht door Dirk en Jaap Haspels, Antoine Jean Le Gras, Rosier Faassen en Catharina Beersmans.
In 1900 werd de naam van de groep veranderd in Rotterdamsch Tooneel. Het vooruitstrevende gezelschap speelde vooral nieuw Nederlands repertoire, met onder andere Multatuli’s Vorstenschool. Daarnaast stonden ook nieuwe buitenlandse stukken op het repertoire, zoals Minnespel (Liebelei) van Schnitzler en Hedda Gabler van Ibsen. Na de Eerste Wereldoorlog was de publieke belangstelling zo verminderd dat de groep alleen kon blijven bestaan door in 1923 met het Haagse Hofstad Tooneel te fuseren tot het Vereenigd Rotterdamsch-Hofstad Tooneel.